# Song Mbom
Song Mbom ou Songmbom est un village de la Région du Littoral du Cameroun, situé dans la commune de Ngambe. 

## Population et développement
En 1967, la population de Song Mbom était de 43 habitants. La population de Song Mbom était de 2 habitants dont 2 hommes et 0 femmes, lors du recensement de 2005.  